# La ballata degli impiccati
La ballata degli impiccati (Ballade des pendus), originariamente chiamata L'epitaffio di Villon (L'épitaphe Villon) e conosciuta anche come Fratelli umani (Frères humains) è un'opera del poeta francese François Villon, pubblicata a stampa per la prima volta nel 1489.
È la poesia più famosa di Villon. Sebbene non vi siano prove certe su ciò, comunemente si ritiene che il poeta la compose mentre era in carcere, in attesa della sua esecuzione, in seguito all'«affare Ferrebouc» che riguardava il ferimento di un notaio pontificio durante una rissa.
Fu poi inclusa nel Testament, con molti altri testi.

## Titolo
Nel manoscritto Coislin, questa ballata non ha titolo e nell'antologia Le Jardin de Plaisance et Fleur de rethoricque stampata nel 1501 da Antoine Vérard essa è chiamata semplicemente Autre ballade. È intitolata Épitaphe Villon nel manoscritto Fauchet e nell'edizione del 1489 di Pierre Levet, Épitaphe dudit Villon nel Chansonnier de Rohan; Clément Marot, nella sua edizione commentata del 1533 delle opere di Villon la chiama Epitaffio in forma di ballata, che fece Villon per lui e per i suoi compagni in attesa d'essere impiccato con essi.
Il titolo attuale si deve ai romantici e presenta il problema di svelare troppo presto l'identità dei narratori, compromettendo l'effetto sorpresa auspicato da Villon.
Il titolo Épitaphe Villon, insieme ai suoi derivati, pur essendo il titolo utilizzato dal manoscritto originale, è improprio e genera confusione, giacché Villon compilò un vero epitaffio alla fine del Testament (versi 1884-1906). In più, questo titolo, in particolare nella versione di Marot, dà per buona l'ipotesi che Villon abbia composto l'opera in attesa dell'impiccagione, elemento che invece è ancora soggetto a verifica da parte degli studiosi.
Gli storici e commentatori di Villon si sono oggi in buona parte risolti a indicare questa ballata con le sue prime parole: Freres humains, come si è soliti fare quando l'autore lascia privo di titolo il componimento. SAZ

## Circostanza
Si è spesso detto che Villon compose Frères humains all'ombra della forca che gli era stata prospettata dal prevosto di Parigi per via dell'affare Ferrebouc. Gert Pinkernell, per esempio, mette in evidenza il carattere disperato e macabro del testo e ne deduce che Villon l'ha sicuramente composto in prigione. Tuttavia, come sottolinea Claude Thiry: «È una possibilità fra le altre: non si può affatto escluderla, ma nemmeno la si deve imporre». Egli nota infatti che questo è lungi dall'essere l'unico testo di Villon che faccia riferimento alla sua paura della corda e ai pericoli che attendono i «figli perduti». Le «ballate in gergo» (Ballades en jargon), per esempio, contengono numerose allusioni alla forca, ma sarebbe più che azzardato datarle a questo periodo di prigionia. Anche la Quartina è un'opera di Villon che si suppone sia stata scritta durante questo periodo di prigionia. In più, Thiry mostra anche che Freres humains, una volta superata la suggestione del titolo attuale, che falsa la lettura, è più un appello alla carità cristiana verso i poveri che verso gli impiccati e che, contrariamente alla stragrande maggioranza dei suoi testi, questo non è affatto presentato da Villon come autobiografico. Inoltre, il tono macabro che caratterizza la ballata si ritrova anche nella sua evocazione del «carnaio degli innocenti» nelle ottave dalla CLV alla CLXV del Testament.

## Contenuti
La poesia è un appello alla carità cristiana, valore molto rispettato nel Medioevo:
Essa presenta un'originalità profonda nella sua enunciazione: sono i morti a rivolgersi ai vivi, in un appello alla compassione e alla carità cristiana, esaltato dalla descrizione macabra. Questo effetto di sorpresa è tuttavia smorzato dal titolo moderno. Il primo verso «Freres humains, qui après nous vivez», conserva difatti ancora oggi un forte potere evocativo ed emotivo: la voce degli impiccati immaginata da Villon trascende la barriera del tempo e della morte.
Villon, che attende di essere condannato all'impiccagione, si rivolge ai posteri per sollecitare la pietà dei passanti ed esprimere dei desideri, sollecitare la nostra indulgenza, descrivere la loro condizione di vita, rivolgere una preghiera a Gesù. In second'ordine si può percepire in questa ballata un appello dell'autore alla pietà del re, giacché quest'ultimo lo ha messo in prigione.
La redenzione è al centro della ballata. Villon riconosce di essersi preoccupato troppo del suo essere di carne a discapito della sua spiritualità. Questa constatazione è rafforzata dalla cruda e insopportabile descrizione dei corpi marcescenti (che fu probabilmente ispirata dal macabro spettacolo del «carnaio degli innocenti») che produce un forte contrasto con l'evocazione dei temi religiosi. Gli impiccati esortano in primo luogo i passanti a pregare per loro; poi, nel corso dell'appello, la preghiera si generalizza verso tutti gli esseri umani.

## Struttura
Si tratta di una «grande ballata» e, in quanto tale, segue le regole della ballata classica; le strofe hanno dunque tanti versi quante sono le sillabe di ciascun verso (strofe di 10 versi, verso a sua volta di 10 sillabe). Essa conta dunque tre decime (strofe di 10 versi) più una strofa conclusiva (envoi) di 5 versi. Le rime sono alternate, anche se questa non è tuttavia una delle regole della ballata. Ciascuna strofa si conclude con un ritornello («Mais priez Dieu que tous nous vueille absouldre!»). L'ultima strofa è un envoi di soli cinque versi; l'envoi di norma è rivolto a un alto dignitario (l'organizzatore del concorso, il mecenate dell'artista...), qui è invece rivolto direttamente al «Prince Jhesus» (verso 31).
Riepilogo:
- Tutti i versi della poesia hanno 10 sillabe (decasillabi).
- Trattandosi di una ballata, ripetizione dell'ultimo verso in ogni strofa (ritornello).
- Le prime tre strofe hanno 10 versi, e l'ultima 5.
- Le rime ritornano negli stessi luoghi in ogni strofa.
- Presenza di numerosi enjambement.

## Testo della ballata e traduzione italiana
Testo della ballata e traduzione italiana.
| 5 10 15 20 25 30 35 | Frères humains qui apres nous vivez N'ayez les cuers contre nous endurciz, Car, se pitié de nous pauvres avez, Dieu en aura plus tost de vous merciz. Vous nous voyez cy attachez cinq, six Quant de la chair, que trop avons nourrie, Elle est pieça devoree et pourrie, Et nous les os, devenons cendre et pouldre. De nostre mal personne ne s'en rie: Mais priez Dieu que tous nous veuille absouldre! Se frères vous clamons, pas n'en devez Avoir desdain, quoy que fusmes occiz Par justice. Toutesfois, vous savez Que tous hommes n'ont pas le sens rassiz; Excusez nous, puis que sommes transis, Envers le filz de la Vierge Marie, Que sa grâce ne soit pour nous tarie, Nous préservant de l'infernale fouldre. Nous sommes mors, ame ne nous harie; Mais priez Dieu que tous nous vueille absouldre! La pluye nous a débuez et lavez, Et le soleil desséchez et noirciz: Pies, corbeaulx nous ont les yeulx cavez Et arraché la barbe et les sourciz. Jamais nul temps nous ne sommes assis; Puis ça, puis la, comme le vent varie, A son plaisir sans cesser nous charie, Plus becquetez d'oiseaulx que dez à couldre. Ne soyez donc de nostre confrarie; Mais priez Dieu que tous nous vueille absouldre! Prince Jhesus, qui sur tous a maistrie, Garde qu'Enfer n'ait de nous seigneurie: A luy n'avons que faire ne que souldre. Hommes, icy n'a point de mocquerie; Mais priez Dieu que tous nous vueille absouldre. (Trascrizione del testo tratta dal manuale Lagarde et Michard) | Fratelli umani che dopo noi vivrete, non siate verso noi duri di cuore, ché, se pietà di noi miseri avete, Iddio ve ne saprà ricompensare. Qui ci vedete appesi, cinque, sei: e la carne da noi troppo nutrita, oramai è divorata e imputridita, noi, ossa, diveniam cenere e polvere. Del nostro mal nessuno se ne rida; ma Dio pregate che ci voglia assolvere! Se vi chiamiam fratelli, non dovete disdegnarci, benché siamo impiccati per giustizia. Tuttavia, voi sapete che gli uomini non son tutti assennati, perdonateci, ché siamo trapassati, verso il figlio della vergine Maria, che di grazia per noi prodiga sia, salvandoci dall’infernale folgore. Siam morti, anima, l’odio caccia via, ma Dio pregate che ci voglia assolvere! La pioggia ci ha bagnati e dilavati e il sole disseccati e anneriti. Gazze e corvi gli occhi ci han cavati e strappato la barba e i sopraccigli. Mai un istante ci siamo fermati di qua, di là siccome il vento muta, a suo piacere si oscilla senza sosta, più beccati che i ditali per cucire. Non siate dunque della nostra brigata; ma Dio pregate che ci voglia assolvere! Gesù, che su tutti hai potere sovrano, fa’ che non ci abbia in possesso l’Inferno: con lui non abbiamo niente a che vedere. Uomini qui non c’è ombra di scherno; ma Dio pregate che ci voglia assolvere! (Traduzione di Nino Muzzi) |